# Geomys texensis
Geomys texensis är en däggdjursart som beskrevs av Clinton Hart Merriam 1895. Geomys texensis ingår i släktet Geomys och familjen kindpåsråttor. IUCN kategoriserar arten globalt som livskraftig. Inga underarter finns listade i Catalogue of Life. Wilson & Reeder (2005) skiljer mellan tre underarter.

## Utseende
Individerna blir 13,5 till 18,1 cm långa (huvud och bål), har en 5,5 till 9,2 cm lång svans och väger 105 till 215g. Bakfötterna är 2,5 till 3,1 cm långa. Arten är så en av de minsta medlemmarna i släktet Geomys. Pälsen har på ryggens topp en mörkbrun till mörk sandbrun färg och den blir ljusare fram till bålens sidor. Undersidan päls är vitaktig.

## Utbredning och ekologi
Denna gnagare förekommer i centrala Texas i USA. Individerna gräver underjordiska bon i jord som bildas av en sand-lera-blandning. Landskapet är täckt av träd, buskar eller örter från eksläktet, av släktet Prosopis, av Juniperus ashei, av Coleogyne ramosissima eller av Celtis chicape. Boets djupaste delar kan ligga två meter under markytan.
Fortplantningen sker under våren och under tidiga sommaren.